# 枢機卿ピエトロ・ベンボの肖像 (ティツィアーノ)
『枢機卿ピエトロ・ベンボの肖像』（すうきけいピエトロ・ベンボのしょうぞう、伊: Ritratto del cardinale Pietro Bembo, 英: Portrait of Cardinal Pietro Bembo）は、イタリアの盛期ルネサンスのヴェネツィア派の巨匠ティツィアーノ・ヴェチェッリオが1539年から1540年に制作した肖像画である。油彩。ヴェネツィア出身の人文主義者、美術収集家として知られる枢機卿ピエトロ・ベンボを描いた作品で、おそらく枢機卿として昇任したことを記念するために依頼されたと考えられており、彼がラテン語とイタリア語の文体における最高権威として枢機卿の地位を獲得したことを現代に伝えている。現在はワシントンD.C.のナショナル・ギャラリー・オブ・アートに所蔵されている。また本作品以降に制作された異なるバージョンがナポリのカポディモンテ美術館に所蔵されている。

## 人物
人文主義者ピエトロ・ベンボは、ルネサンス期のイタリアの重要な学者であり作家であった。ヴェネツィアの貴族に生まれた彼は、メッシーナの文献学者コンスタンティノス・ラスカリスのもとでギリシア語を学んだのち、パドヴァ大学で哲学を学んだ。青年時代のピエトロ・ベンボはルクレツィア・ボルジアやマリア・サヴォルニャン（Maria Savorgnan）との恋愛でも知られる。1506年にウルビーノの宮廷に移り、1512年にローマ教皇レオ10世の招聘によりローマに移った。1513年から教皇秘書官を務め、レオ10世の死後にローマを去ったが、1538年に枢機卿となった。ピエトロ・ベンボは生涯を通じて執筆を続け、文学理論や古典を研究し、イタリア語に対して古典言語がより優れているという偏見を改めることに努めつつ、優雅なラテン語の詩と多くの手紙を残した。

## 制作背景

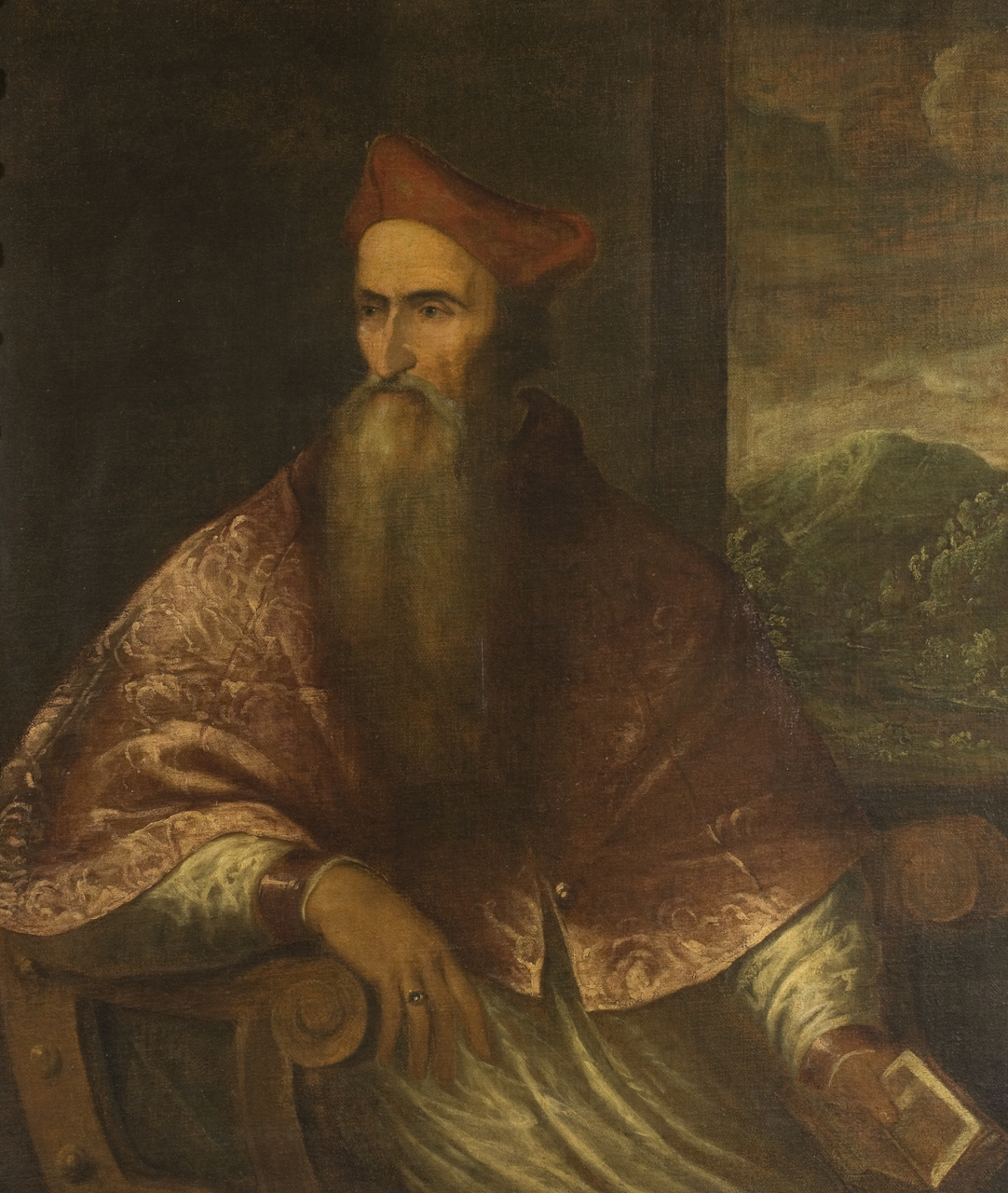
1545年ごろに制作されたカポディモンテ美術館のバージョン。

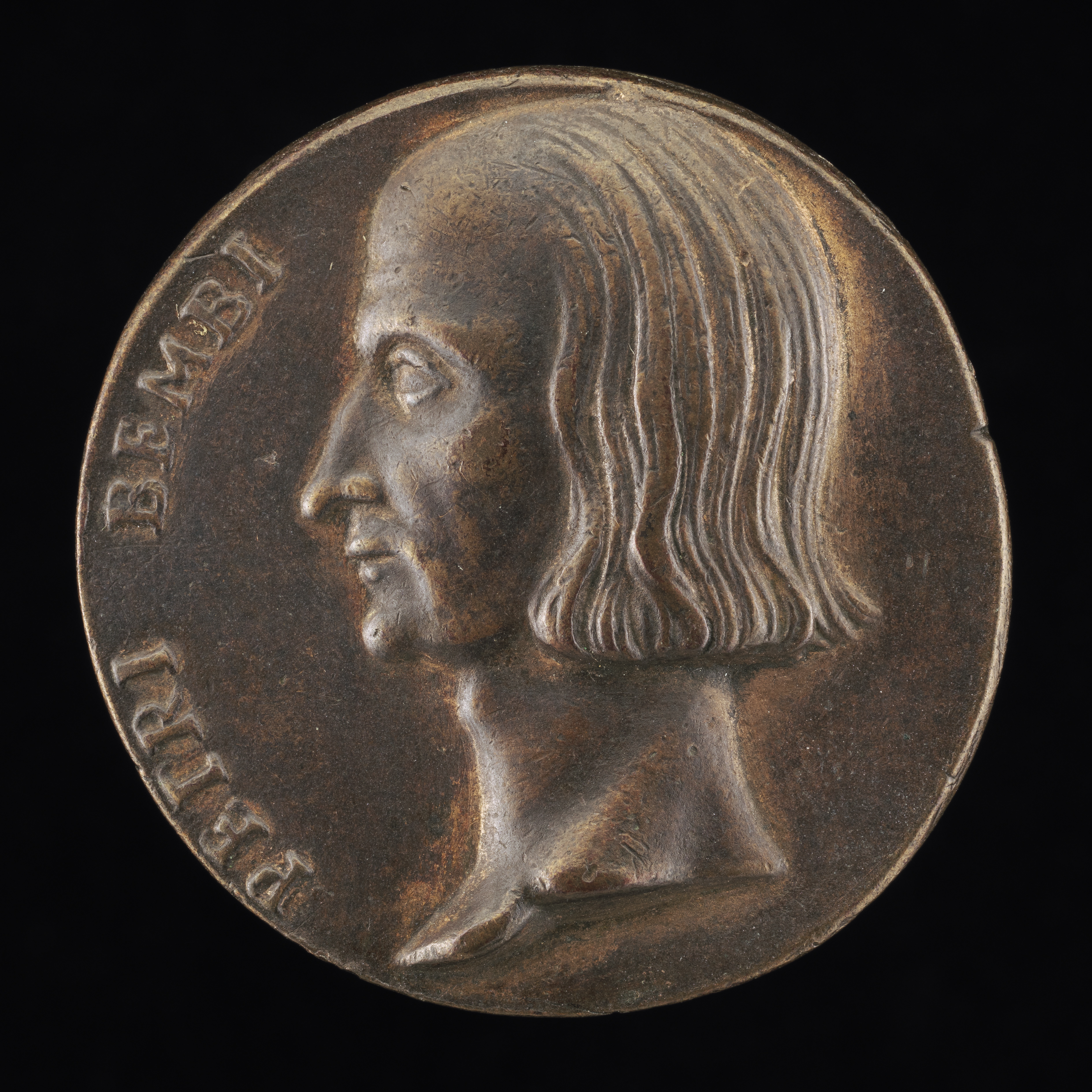
ピエトロ・ベンボを刻んだヴァレリオ・ベッリ制作のメダル。1532年。

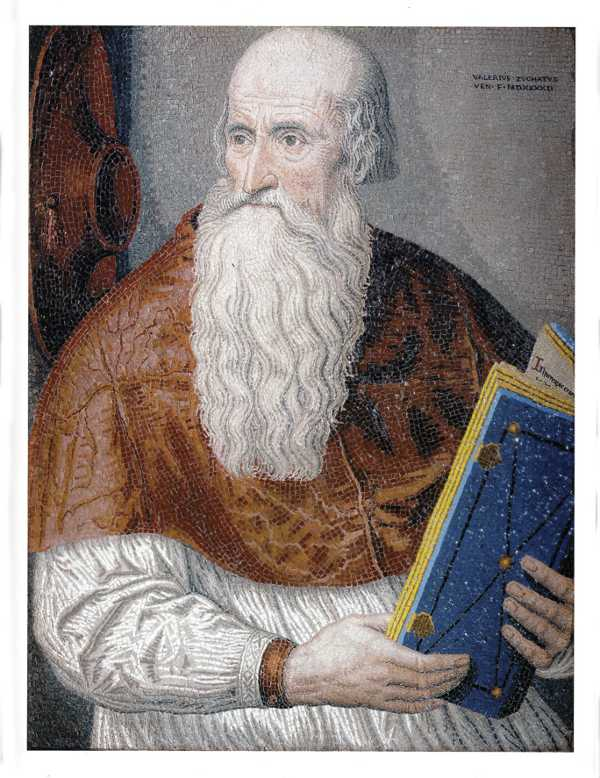
フランチェスコ・ズッカートとヴァレリオ・ズッカートが1542年に制作したモザイクによるピエトロ・ベンボの肖像画。

ピエトロ・ベンボは古代の美術品と同時代の絵画に強い関心を持っており、パドヴァで過ごした数年の間に当時の北イタリアで最も優れた絵画、彫刻、写本コレクションの1つを形成した。友人の美術史家マルカントニオ・ミキエルは1530年ごろにピエトロ・ベンボのコレクションについて解説している。その中で言及されたいくつかの作品は外交官であった父ベルナルド・ベンボによって収集されたと考えられている。しかしそれ以外のほとんどはピエトロ・ベンボの洗練された美的嗜好と美的関心を表している。マルカントニオ・ミキエルが言及しなかった収集品のうち、ジョヴァンニ・ベッリーニが制作したベンボの愛人の肖像画は、ベンボ自身が初期の2つのソネットで言及している。またジョルジョ・ヴァザーリはベンボがレオ10世に招聘される1512年2月より以前にティツィアーノがベンボの肖像画を制作したと述べている。両者はベンボと親交があった。ティツィアーノは10年後の1523年には、のちに火災で焼失する『教皇アレクサンデル3世の前に跪く皇帝フリードリヒ・バルバロッサ』（Emperor Frederick Barbarossa Kneeling before Pope Alexander III）の多くの観衆の中にヤコポ・サンナザーロやルドヴィーコ・アリオストとともにベンボの肖像画を描いた。

## 作品
ティツィアーノは生気に満ちた69歳のベンボを描いている。ピエトロ・ベンボは枢機卿の赤いビレッタ帽とローブを身にまとっており、画面左を見つめながら、右の掌を胴体の前で上に向けている。その表情は知的エネルギーにあふれて油断がなく、そのポーズと身振りは修辞学と討論を暗示している。右の掌を上に向けるポーズは古代ローマの修辞学者クインティリアヌスが著書『弁論家の教育』（Institutio Oratoria）第11巻で推奨した、演説の開始時の身振りに対応している。この作品と比較するとカポディモンテ美術館のバージョンはより瞑想的である。
帰属やモデルについてはこれまで疑問視されていない。ベンボの顔の特徴である長い鷲鼻は、1532年にヴァレリオ・ベッリが制作したメダルでも明確に描写されている。またベルガモのアカデミア・カッラーラに所蔵されている、カポディモンテ美術館の肖像画の16世紀の複製には、ティツィアーノが制作したピエトロ・ベンボの肖像画であることが記されている。
制作経緯ははっきりしない。おそらく枢機卿として昇任したことを記念するために依頼されたと考えられている。

### 制作年代
肖像画はおそらくベンボの枢機卿への昇任が公式に宣言された1539年3月から、ローマに赴いたベンボがヴェネツィアの友人ジローラモ・クエリーニ（Girolamo Querini）に手紙を宛てた1540年5月30日の間に描かれたと考えられている。1540年5月30日の手紙はほぼ同時期に複数の肖像画がティツィアーノによって制作されたことを示唆している。
1540年5月30日の手紙の中で、ベンボは「2番目の肖像画」を贈ってくれたことをティツィアーノに感謝するようクエリーニに依頼し、自分は肖像画を受け取ったばかりであり、画家に報酬を支払うつもりであったが、代わりに別の良い返礼方法を探すつもりであると述べている[10]。ベンボは手紙の中で明言していないが、ティツィアーノは「2番目の肖像画」とそれ以前に「最初の肖像画」を制作しており、その事実を暗黙の了解として述べている。このうち「最初の肖像画」はヴァザーリが言及したティツィアーノの非常に初期の肖像画を指している可能性もないわけではないが、30年近く前の作品であり、ここで初期の肖像画を指しているとは考えにくい。
美術史家デイビット・アラン・ブラウン（David Alan Brown）は「2番目の肖像画」が本人を見て制作されたと考えて、制作年を1539年3月の公式宣言からベンボがヴァチカンに向けて出発する10月までの7か月間に絞り込めると指摘した。しかし本作品以外にもティツィアーノが制作したベンボの肖像画がカポディモンテ美術館に、ティツィアーノの別の肖像画の複製と思われる作品がプラド美術館に所蔵されているため、本作品を含めこれらの肖像画がベンボの手紙のどの肖像画に当たるのか若干の疑問がある。
これらのうち、カポディモンテ美術館のバージョンは1545年ごろの作品と考えられ、明らかに本作品よりも年老いたベンボが描かれている。一方、美術史家マッテオ・マンチーニ（Matteo Mancini）は、プラド美術館のバージョンが現在失われているティツィアーノの「最初の肖像画」の正確な複製であるとしている。この肖像画の中でベンボはマルタ騎士団のローブを身にまとっているものの、構図や顔立ちはワシントン版と一致している。そこで「最初の肖像画」は1539年3月に枢機卿への昇任が宣言されるわずか数か月前に制作された作品であるのに対し、本作品はその後制作された「2番目の肖像画」であり、ティツィアーノは前者の構図をベースに後者を描いたが、その際にマルタ騎士団のローブを枢機卿のものに変更したと考えられる。さらにベンボはクエリーニに宛てた手紙の中で「肖像画を受け取ったばかりである」と述べていることから、ティツィアーノはベンボがローマへ出発した後（おそらく1540年の初め）に本人を実際に見ることなく本作品を制作し、5月までにベンボに届くよう配送を手配したと考えられる。

### 髭の描写
肖像や文字資料におけるベンボの髭の描写は、「最初の肖像画」（プラド美術館のバージョンのオリジナル）と「2番目の肖像画」（本作品）がいずれも1538年から1540年の短期間に描かれたことを裏付ける状況証拠を提供している。例えば、ベッリが制作したメダルはベンボが1532年まで髭を剃っていたことを示している。その後、ベンボは髭を伸ばすようになり、フィレンツェ出身の人文主義者ベネデット・ヴァルキは1536年の手紙の中で、ローマにいた同郷出身の画家ベンヴェヌート・チェッリーニにベンボが髭を生やしていると書いた。一方、チェッリーニは1537年にパドヴァのベンボを訪問したときのことを自伝で回想し、ベンボが「ヴェネツィア風に」髭を短くしていたと書いている。
フランチェスコ・ズッカート（Francesco Zuccato）とヴァレリオ・ズッカート（Valerio Zuccato）が1542年に制作したモザイクによる肖像画ではベンボの髭は胸の上に達しており、カポディモンテ美術館の1545年ごろの肖像画ではさらに長くなっている。このことから、「最初の肖像画」と「2番目の肖像画」は、少なくともベンボが髭を短くしていた時期から、1542年のモザイク画以降の肖像画で確認できるように髭を長く伸ばすまでの間に制作されたことを示している。

## 来歴
肖像画はピエトロ・ベンボの死後、息子のトルクアート・ベンボ（Torquato Bembo, 1525年-1595年）に相続された。その後、17世紀に入り、数人の所有者を経てローマの枢機卿アントニオ バルベリーニによって購入され、バルベリーニ宮殿のコレクションに加わった。肖像画は甥のパレストリーナ公マッフェオ・バルベリーニ、息子のウルバーノ・バルベリーニに相続され、20世紀初頭になってもバルベリーニ宮殿にあった。しかし1905年にニューヨークの美術商コルナギがノードラー商会と共同で購入し、翌1906年に実業家チャールズ・シュワブに売却。所有者の死後の1942年、スティーブン・ピシェット（Stephen Pichetto）がサミュエル・H・クレス財団（Samuel H. Kress Foundation）のために購入し、1952年にナショナル・ギャラリー・オブ・アートに寄贈された。